# Nephrotoma hypocrites
Nephrotoma hypocrites är en tvåvingeart som först beskrevs av Enrico Adelelmo Brunetti 1918.  Nephrotoma hypocrites ingår i släktet Nephrotoma och familjen storharkrankar. Inga underarter finns listade i Catalogue of Life.